# Viruddh... Family Comes First
Viruddh... Family Comes First – bollywoodzki dramat rodzinny i społeczny wyreżyserowany w 2005 roku przez Mahesh Manjrekara. W rolach głównych Amitabh Bachchan, Sharmila Tagore, Sanjay Dutt i John Abraham. To jeden z nielicznych w Bollywoodzie filmów bez przerywania (bądź dopełniania) akcji tańczonymi piosenkami.
Tematem filmu jest pochwała rodziny, siła więzi w małżeństwie, między rodzicami a ich dorosłym synem, ale i krzywda, ból straty, a także walka o sprawiedliwość i prawdę.

## Fabuła
Maharasztra. Idylla starzejącego się małżeństwa Vidhyadhara Patwardhana (Amitabh Bachchan) i Sumitry Patwardhan (Sharmila Tagore). Podają sobie leki. Uśmiechają się do siebie. Razem się modlą oddając cześć hinduskiemu Bogu Ganeśowi. Razem co tydzień czekają na telefon z Londynu. Cieszą się słysząc głos swego jedynego syna Amara (John Abraham). Ona go nie wypuszcza z domu bez błogosławieństwa i bez czapki. On próbuje ją oszukiwać, nie nosząc jej. Ona się złości bojąc o jego zdrowie. On biega po parku spotykając się tam z przyjaciółmi. Drobiazgi świadczące o miłości. Czułość w spojrzeniach. Rozbawienie sobą. Idyllę przerywa tylko czasem huk pracującego obok warsztatu, ale i jego muzułmański właściciel Ali (Sanjay Dutt) z czasem staje się ich przyjacielem. Życie we dwoje przerywa przyjazd niewidzianego od dwóch lat syna. Amar przywozi z Londynu swoją przyszłą żonę Jenny. Mimo że nie mówi w hindi, Jenny przypada do serca rodzicom. Po ich ślubie w świątyni hinduskiej cieszą się obecnością nie tylko syna, ale i córki. Radośnie przygotowują dom na urodziny Amara, nie podejrzewając, że za chwilę ich uśmiechy zamienią się w łzy.

## Obsada
- Amitabh Bachchan – Vidhyadhar Patwardhan
- Sharmila Tagore – Sumitra Patwardhan
- Sanjay Dutt – Ali Asgar
- John Abraham – Amar Patwardhan
- Anusha Dhandekar – Jenny
- Prem Chopra – Arora
- Sharat Saxena – Shetty
- Beena – pani Chitnis
- Shivaji Satam – Bharucha
- Sachin Khedekar – Inspektor Desai
- Amitabh Dayal – Harshwardhan Kadam
- Bipasha Basu – gościnnie